# David Linighan
David Linighan (Hartlepool, 9 januari 1965) is een Engels voormalig voetballer. Linighan was een centrale verdediger. Hij staat bekend om een periode met Ipswich Town in de Premier League. Hij is de jongere broer van Andy Linighan, gewezen centrale verdediger van Arsenal. 

## Clubcarrière

### Ipswich Town
Linighan is afkomstig uit Hartlepool. Hij en broer Andy (°1962) begonnen hun loopbaan in het eerste elftal van Hartlepool United. Hun carrières zijn echter niet gelijklopend te noemen. Waar Andy het schopte tot verdediger van Arsenal moest David zich tevreden stellen met Ipswich Town. Ipswich bereikte begin jaren tachtig grote hoogten met de winst van de UEFA Cup tegen AZ doch was in de jaren 90 een staartploeg uit de Premier League. Linighan zou bij Ipswich een defensieve sterkhouder worden. 
Via Leeds United en Derby County maar vooral Shrewsbury Town kwam Linighan in 1988 bij Ipswich Town terecht. Onder leiding van trainers Paul Goddard en George Burley kwam hij met Ipswich in de Premier League uit. Burley was tot 1994 zelfs ploeggenoot van Linighan. Linighan en zijn maats degradeerden in 1995. Hij heeft met de club lange tijd het record gedragen van grootste nederlaag in de Premier League. Op 4 maart 1995 verloor Ipswich met 9–0 van Manchester United op Old Trafford. In 1992 was hij met de club vanuit de Football League Second Division gepromoveerd. In augustus 1992 werd de Premier League opgericht en hij was daarin drie jaar actief. Linighan speelde 277 competitiewedstrijden voor Ipswich Town, waarin hij 12 keer scoorde. Hij is de speler met de meeste wedstrijden voor Ipswich in de Premier League, 112.

### Latere carrière
Na zijn vertrek bij Ipswich, wat een gevolg was van de degradatie met de club, speelde hij opnieuw 100 wedstrijden in dienst van Blackpool. Een avontuur bij het Schotse Dunfermline draaide vervolgens op een sisser uit. Hij werd uitgeleend aan Mansfield Town, waar hij in 1999 definitief ingelijfd werd en basisspeler was. 
Linighans carrière naderde rond 2000 het einde, dit terwijl broer Andy nog persoonlijke hoogdagen had als aanvoerder van tweedeklasser Crystal Palace. 
Bij clubs als Southport, Chester City en Hyde United bolde Linighan geleidelijk uit. David Linighan zette op 37-jarige leeftijd een punt achter zijn loopbaan.